# Geoffrey Owen Whittaker
Geoffrey Owen Whittaker, OBE (* 10. Januar 1932 in Sherwood, Nottingham, England; † 24. Februar 2015 in Ashley, Northamptonshire, England) war ein britischer Kolonialbeamter, der unter anderem zwischen 1987 und 1989 Gouverneur von Anguilla war.

## Leben
Geoffrey Owen Whittaker, Sohn von Alfred James Whittaker und Gertrude Holvey, besuchte die 1513 gegründete Nottingham High School und trat in den Colonial Audit Service, den Kolonialen Rechnungsprüfungsdienst ein. In den folgenden Jahren folgten Verwendungen in Tansania, Dominica und Grenada sowie 1962 seine Ernennung zum Mitglied (Member) des Order of the British Empire (MBE). Nach einer weiteren Dienststellung in Britisch-Honduras wurde er im September 1970 Schatzmeister des Überseegebietes St. Helena und Nebengebiete und wurde für seine dortigen Verdienste 1974 auch zum Officer des Order of the British Empire (OBE) ernannt. Im Anschluss war er von 1975 bis 1978 erst Finanzsekretär (Financial Secretary) des Überseegebietes Montserrat sowie zwischen 1978 und 1980 Finanzsekretär des Überseegebietes der Britischen Jungferninseln, ehe er von 1980 bis 1987 als Hauptgeschäftsführer der Industrial Estates Corporation  der Kronkolonie Hongkong fungierte.
Zuletzt wurde Whittaker 1987 Nachfolger von Alastair Turner Baillie als Gouverneur von Anguilla und bekleidete dieses Amt bis zu seiner Ablösung durch Brian Canty am 24. November 1989. Aus seiner 1959 geschlossenen Ehe mit Annette Faith Harris gingen ein Sohn und eine Tochter hervor.